# Historia de un trepador
Historia de un trepador fue una telenovela argentina emitida en 1984 en Canal 13. Con guion de Hugo Moser y actuaciones protagónicas de Claudio García Satur y Gabriela Gili, el programa se convirtió en un éxito, en una época cultural dominada por el llamado “destape”, en alusión al retorno a la democracia y el fin de la estricta censura televisiva que imperó entre 1976 y 1983.

## Argumento
Un hombre ambicioso que busca escalar posiciones laborales conoce a una bella mujer que representa a una agencia de publicidad. Ambos se enamoran pero las complicaciones comienzan cuando ella descubre los asuntos policiales en los que él está envuelto.

## Elenco
- Claudio García Satur como Miguel Ángel
- Gabriela Gili como Natalia
- Mirta Busnelli como Norma
- Pablo Rago como Carlos "Carlitos"
- Ricardo Lavié como Bruno
- Cristina Tejedor como Dorita
- Willy Ruano
- Pepe Novoa como Jorge
- Enrique Fava como Carone
- Georgina Barbarossa como Pamela
- Mónica Villa
- Guillermo Francella
- Dalma Milebo
- Hugo Caprera[2]
- Roxana Berco
- Thelma del Río
- Ricardo Darín
- Mario Giusti

## Críticas
A contramano de los parámetros televisivos de la época, especialmente en el rubro de los teleteatros, Historia de un trepador fue considerada una telenovela “realista”, junto con la contemporánea “Contracara”.